# اچ‌ام‌اس اسکوت (۱۸۰۴)
اچ‌ام‌اس اسکات (۱۸۰۴) (به انگلیسی: HMS Scout (1804)) نام یک کشتی است که طول آن ۱۰۰ فوت ۰ اینچ (۳۰٫۴۸ متر) بود. این کشتی در سال ۱۸۰۴ ساخته شد.این کشتی زیبا و مجلل بود که یک کار مهندسی و علمی پیشرفته در زمان خود حساب می شد.